# Stenoporpia purpuraria
Stenoporpia purpuraria là một loài bướm đêm trong họ Geometridae.